# Euphorbia gayeri
Euphorbia gayeri är en törelväxtart som beskrevs av Borós och Károly Rezsö Soó von Bere. Euphorbia gayeri ingår i släktet törlar, och familjen törelväxter. Inga underarter finns listade i Catalogue of Life.